# Epigynopteryx rougeoti
Epigynopteryx rougeoti är en fjärilsart som beskrevs av Claude Herbulot 1977. Epigynopteryx rougeoti ingår i släktet Epigynopteryx och familjen mätare. Inga underarter finns listade i Catalogue of Life.